# Litsea sulavesiana
Litsea sulavesiana är en lagerväxtart som beskrevs av André Joseph Guillaume Henri Kostermans. Litsea sulavesiana ingår i släktet Litsea och familjen lagerväxter. Inga underarter finns listade i Catalogue of Life.